# Pictetiella expansa
Pictetiella expansa är en bäcksländeart som först beskrevs av Banks 1920.  Pictetiella expansa ingår i släktet Pictetiella och familjen rovbäcksländor. Inga underarter finns listade i Catalogue of Life.